# 陸宇𤐣
陸宇𤐣，字周明，明朝末年清朝初年宁波府鄞縣人。
他是明朝的诸生（秀才），明朝灭亡之后，他和黄宗羲图谋举事抗清。他为人慷慨尚气节，知名于江湖。多次收葬明朝遗臣之尸。张肯堂之孙被俘，他带着干粮入狱探视。其弟陸宇燝。